# Péninsule de Torilla
La péninsule de Torilla est une péninsule du Queensland en Australie.